# William Herbert, 1. Earl of Pembroke (1501–1570)

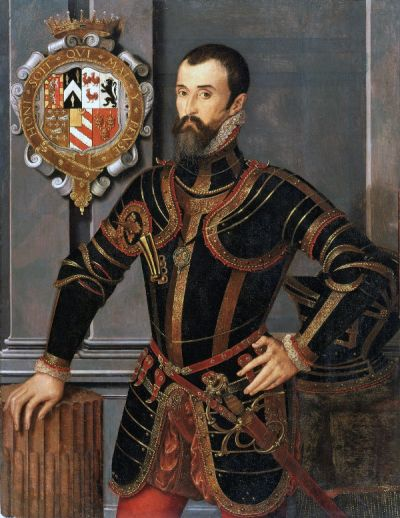
William Herbert, 1. Earl of Pembroke, Porträt im National Museum in Cardiff, um 1565

William Herbert, 1. Earl of Pembroke KG (* 1501; † 17. März 1570) war ein Adliger und Höfling unter den Tudors.

## Leben

### Herkunft
Er war ein Sohn von Sir Richard Herbert († 1510) und Margaret Cradock. Sein Vater war ein unehelicher Sohn des William Herbert, 1. Earl of Pembroke (1423–1469).

### Frühe Jahre
William Herberts frühe Jahre waren geprägt von einem intensiven Ehrgeiz gekoppelt mit einem ebenso heftigen Temperament und einer hitzigen Natur. John Aubrey beschrieb ihn als „verrückt kämpfenden Kerl“ („mad fighting fellow“). Der junge Herbert begann seine Karriere als Page seines Verwandten Earl of Worcester. 1526 wurde er als Gentleman Pensioner Mitglied der Leibwache König Heinrichs VIII. Nachdem er beschuldigt worden war im Sommer 1527 nach einem Streit in Bristol einen Tuchhändler namens Vaughan getötet zu haben, floh er nach Frankreich. Dort trat er als Soldat in den Dienst des Königs Franz I. und zeichnete sich dort so sehr durch Geschick und Tapferkeit aus, dass dieser König Heinrich VIII. anschrieb und ihm die baldige Rückkehr nach England ermöglichte. Spätestens 1535 war Herbert Esquire of the Body am Hof Heinrichs VIII.
Um 1538 heiratete er in erster Ehe Anne Parr (1515–1552). Diese war eine jüngere Schwester von Catherine Parr, die König Heinrich VIII. 1543 heiratete. Er stieg mit der Parrs auf und wurde 1544 zum Knight Bachelor geschlagen. Heinrich VIII. übertrug ihm zwischen 1542 und 1544 umfangreiche Ländereien der aufgelösten Abtei von Wilton in Wiltshire, sowie weitere Besitzungen einschließlich Remesbury in Wiltshire. Herbert ließ die Abteigebäude von Wilton abreißen und dort von 1547 bis 1563 ein neues Herrenhaus, Wilton House, errichten. Von 1545 bis 1551 war er als Knight of the Shire für Wiltshire Abgeordneter im englischen House of Commons.

### Spätere Jahre
Herbert war ein Vormund des jungen Königs Eduard VI. nach dem Tod Heinrichs VIII. im Jahr 1547. 1549 wurde er als Knight Companion in den Hosenbandorden aufgenommen. Am 10. Oktober 1551 wurde ihm von Edward VI. der Besitz von Cardiff Castle übertragen und der erbliche Peerstitel Baron Herbert of Cardiff verliehen. Er schied dadurch aus dem House of Commons auf und wurde Mitglied des House of Lords. Am folgenden Tag erhielt er auch den Titel Earl of Pembroke. Seine Frau Anne starb am 20. Februar 1552. Im Mai 1552 heiratete Herbert in zweiter Ehe Lady Anne Talbot, Tochter von George Talbot, 4. Earl of Shrewsbury, und Witwe von Peter Paul Compton († 1539).
Herbert verheiratete seinen Sohn Henry Herbert im Mai 1535 mit Lady Catherine Grey, während John Dudley, 1. Duke of Northumberland, seinen Sohn Guilford Dudley mit deren Schwester Lady Jane Grey verheiratete. Herbert unterstützte zunächst Jane Greys Anspruch auf den Thron, aber als klar wurde, dass Maria I. sich den Thron nehmen würde, warf er Catherine aus seinem Haus und annullierte die Ehe. Er schaffte es, sich von der Familie Grey zu distanzieren und sich die Gunst der neuen Königin durch die Zerschlagung der Wyatt-Verschwörung zu sichern.
Laut John Aubrey konnte er „weder lesen noch schreiben“, sondern „hatte einen Stempel für seinen Namen“.
William Herbert starb am 17. März 1570 in Hampton Court.

## Nachkommen
Aus seiner ersten Ehe mit Anne Parr hatte er drei Kinder:
- Henry Herbert, 2. Earl of Pembroke (1538–1601), ⚭ (1) 1553–um 1555 Lady Catherine Grey, Tochter des Henry Grey, 1. Duke of Suffolk, ⚭ (2) 1563 Lady Katherine Talbot, Tochter des George Talbot, 6. Earl of Shrewsbury, ⚭ (3) 1577 Mary Sydney;
- Sir Edward Herbert (1547–1593), ⚭ Mary Stanley, Tochter von Sir Thomas Stanley, Unter-Schatzmeister der Royal Mint;
- Lady Anne Herbert (um 1550–1592) ⚭ Francis Talbot, Lord Talbot, Sohn des George Talbot, 6. Earl of Shrewsbury.

Seine zweite Ehe mit Lady Anne Talbot blieb kinderlos.